# Saša Ivković
Saša Ivković (Kirin Serbia: Саша Ивковић; sinh 13 tháng 5 năm 1993) là một cầu thủ bóng đá Serbia thi đấu ở vị trí hậu vệ cho Maribor.

## Sự nghiệp
Anh ra mắt chuyên nghiệp ngày 7 tháng 12 năm 2013 trong trận đấu trước Čukarički, thay cho huyền thoại Saša Ilić vào khoảng gần cuối trận đấu.

## Cuộc sống cá nhân
Mặc dù sinh ra ở Vukovar, anh lớn lên ở Bačka Palanka. Anh là em trai của Radovan Ivković.